# Islote El Hospital
Islote El Hospital är en ö i Guatemala.   Den ligger i departementet Petén, i den norra delen av landet, 260 km norr om huvudstaden Guatemala City. Islote El Hospital ligger i sjön Lake Petén Itzá.